# Spectrobes
Spectrobes (化石超進化スペクトロブス, Kaseki Chōshinka Supekutorobusu) est un jeu vidéo de type Action-RPG et édité par Disney Interactive Studios (ex Buena Vista Games) en 2007 sur Nintendo DS. Il a pour suite Spectrobes : les Portes de la galaxie.

## Système de jeu
Dans Spectrobes, le joueur incarne Rallen et Jeena, deux membres des "patrouilleurs cosmiques de Nanairo". Sous les ordres d'un commandement basé sur la planète Kollin, l'une des 7 planètes du système stellaire de Nanairo. Un jour un vieil homme est découvert dans une capsule de sauvetage cryogénique. Une fois réveillé, Aldous annonce que le système stellaire est menacé par une espèce belliqueuse : les Krawls. Mais il a découvert un ennemi naturel de cette espèce : les Spectrobes. Ce sont des animaux mythiques, aujourd'hui disparus mais que l'on peut encore trouver sous la forme de fossiles. Grâce à une de ses inventions, le Prizmod, il a réussi à rendre la vie aux Spectrobes.

La suite, c'est la mission de Rallen et Jeena : faire renaître le plus possibles de Spectrobes afin de lutter contre les Krawls.

Pokemon était orienté vers la capture d'"animaux sauvages", Spectrobes est lui orienté vers l'excavation de fossiles. À l'instar de Pokemon, les spectrobes grandissent et évoluent, ont des attaques spéciales et peuvent s'échanger par la connexion de deux consoles (sans fils maintenant)
Le jeu annonce un bestiaire de 500 créatures et la possibilité d'entrer des codes grâce à des cartes disponibles dans le commerce et apposables sur l'écran.

## Produits dérivés
Le 26 février 2007, le Disney Interactive Studios a annoncé la sortie pour le 15 mars 2007 du jeu Spectrobes. Mais ce sont surtout les "à côtés" qui sont importants pour la Walt Disney Company dans ce nouveau jeu. La société Disney souhaite que Spectrobes devienne une licence globale si le succès du jeu se confirme. Ainsi les autres divisions du groupe Disney (entre autres : le cinéma, et les réseaux câblés) pourraient en profiter pour éditer des produits dérivés. En cas de réussite, ce serait la première fois que la branche jeu vidéo est à l'origine de la licence du groupe, traditionnellement tiré par la branche cinéma.